# Dorotea (Sebastiano del Piombo)
La Dorotea è un dipinto a olio su tavola (78x61 cm) di Sebastiano del Piombo, databile al 1512 circa e conservato nella Gemäldegalerie di Berlino.

## Storia
Noto anche come Ritratto di giovane romana con cesto di frutta, il quadro è intitolato Dorotea per via del cesto che richiama gli attributi di Santa Dorotea, costituiti per l'appunto da un cesto di mele e rose secondo quanto narra la Leggenda Aurea. 

Il quadro appartiene al periodo romano del pittore che è chiamato nella città papale nell'Agosto del 1511 per partecipare ai lavori di decorazione della Villa della Farnesina di Agostino Chigi. 

A lungo considerata opera raffaellesca, l'attribuzione al pittore veneziano risale al 16 luglio 1835 ad opera dello storico dell'arte Gustav Friedrich Waagen, primo conservatore della Gemäldegalerie.

## Descrizione e stile
La giovane, ritratta a mezzobusto, è posta di profilo con il volto girato a sinistra rivolto allo spettatore. La mano destra sorregge, con una delicata presa dell'indice e del medio il lembo sinistro di una mantella (o stola coprispalla) di tessuto rosso bordata di pelliccia di lince. La ragazza veste una camicia di color rosa o forse viola, orlata d'oro e con alcune perle e pietre incastonate d'oro che decorano l'omero disposti in doppia fascia nel mezzo della manica. La mano sinistra mantiene un cesto di frutta e fiori, tra cui possono distinguersi delle mele cotogne e delle rose . La folta capigliatura sembra raccolta da una treccia trattenuta da un copricapo di tessuto bianco con lacci, ma sul ciglio sinistro della fronte alcuni capelli si liberano dall'ordito della capigliatura accentuando la naturalezza del ritratto. 

Lo sfondo scuro della parete sostituisce un preesistente cespuglio di alloro identificato dal restauro del 1972 e dall'analisi radiografica del 2008, e si apre sul lato sinistro con una finestra che dà su di un paesaggio di campagna, da cui emerge una fattoria addossata a dei ruderi ed un picco montuoso all'orizzonte, il tutto immerso in una luce vespertina che si riflette sul volto della ragazza a partire dalla linea degli occhi, mentre dalla fronte in su, nonché su tutto il lato sinistro dalla spalla in giù, una luce chiara dà splendore alla figura in primo piano. 

Il gioco delle luci è complicato dal cielo increspato di cirri nuvolosi che distribuisce la luce del tramonto in maniera diseguale sul paesaggio e sulla ragazza ritratta. Una nube più opaca pare oscurare la fattoria lasciando solo metà di un torrione sotto una luce bianca che richiama la lucentezza che pervade la figura femminile. La foggia delle dita della mano destra sembra disegnare una V alternativamente interpretata come cifra per voluptas oppure virtus  , ad indicare rispettivamente un'amante, ovvero una sposa, eventualmente chiamata Dorotea. 

L'identità della modella rimane ignota. Ma è stato proposto il nome di Francesca Ordeaschi, moglie di Agostino Chigi. Dal punto di vista stilistico, si potrebbe associare la posa della giovane donna ad una variante sul tema dello sguardo sopra la spalla introdotto da Leonardo colla figura dell'angelo nella Vergine delle Rocce del Louvre e riproposto in forma attenuata nella Belle Ferronnière.

La Dorotea è anche un esempio del modello pittorico del quadro come finestra diffusosi insieme all'uso della prospettiva lineare e che percorre la storia della pittura dal De Pictura di Leon Battista Alberti fino ai giorni nostri.

## Retaggio
La critica è pressoché unanime nel collegare questo ritratto romano di Sebastiano del Piombo alla Velata di Raffaello, di cui sarebbe l'archetipo in virtù di due elementi compositivi particolari: la posa della mano destra in prossimità del seno ed il movimento dei capelli ribelli sul lato sinistro. Questi medesimi elementi si possono ritrovare, in diversa disposizione, anche nella Flora (Tiziano).